# Genista morisii
Genista morisii är en ärtväxtart som beskrevs av Luigi Aloysius Colla. Genista morisii ingår i släktet ginster, och familjen ärtväxter. Inga underarter finns listade i Catalogue of Life.